# Titularbistum Rapidum
Das Bistum Rapidum (italienisch diocesi di Rapido, lateinisch Dioecesis Rapidensis) ist ein  Titularbistum der römisch-katholischen Kirche.
Rapidum war eine antike Stadt und Bischofssitz in der römischen Provinz Mauretania Caesariensis im Norden von Algerien.
| Titularbischöfe von Rapidum |                        |                                        |                 |                 |
| Nr.                         | Name                   | Amt                                    | von             | bis             |
| 1                           | Raul Nicolau Gonsalves | Weihbischof in Goa und Daman (Indien)  | 5. Januar 1967  | 30. Januar 1978 |
| 2                           | Gyula Szakos           | Weihbischof in Székesfehérvár (Ungarn) | 31. März 1979   | 5. April 1982   |
| 3                           | Mieczysław Jaworski    | Weihbischof in Kielce (Polen)          | 7. Mai 1982     | 19. August 2001 |
| 4                           | Brian Finnigan         | Weihbischof in Brisbane (Australien)   | 31. Januar 2002 |                 |